# Emesinae
Emesinae is een onderfamilie van roofwantsen. De familie werd voor het eerst wetenschappelijk beschreven door Amyot & Serville in 1843.

## Taxonomie
De familie bevat de volgende geslachten:

- Tribus: Collartidini Wygodzinsky, 1966
  - Collarhamphus Putshkov & Popov, 1995
  - Collartida Villiers, 1949
  - Mangabea Villiers, 1970
  - Stenorhamphus Elkins, 1962
- Tribus: Deliastini Villiers, 1949
  - Bergemesa Wygodzinsky, 1950
  - Palacus Dohrn, 1863
  - Stalemesa Wygodzinsky, 1966
- Tribus: Emesini Amyot & Serville, 1843
  - Armstrongocoris Wygodzinsky, 1949
  - Belosternella Maldonado & Van Doesburg, 1996
  - Chinemesa Wygodzinsky, 1966
  - Dohrnemesa Wygodzinsky, 1945
  - Emesa Fabricius, 1803
  - Eugubinus Distant, 1903
  - Gardena Dohrn, 1860
  - Gardenoides Paulian & Grjebine, 1953
  - Mayemesa Wygodzinsky, 1945
  - Myiophanes Reuter, 1881
  - Ocelliemesina Wang, Wang, Cao & Cai, 2015
  - Phasmatocoris Breddin, 1904
  - Polauchenia McAtee & Malloch, 1925
  - Protogardena Wygodzinsky, 1966
  - Schoutedenocoris Villiers, 1961
  - Stenolemimus Wygodzinsky, 1966
  - Stenolemoides McAtee & Malloch, 1925
  - Stenolemopsis Wygodzinsky, 1966
  - Stenolemus Signoret, 1858
  - Strinatiella Villiers, 1973
- Tribus: Leistarchini Stål, 1836
  - Ambilobea Villiers, 1971
  - Ambrinemesa Villiers, 1971
  - Armstrongula Wygodzinsky, 1950
  - Atisne Wygodzinsky, 1966
  - Bagauda Bergroth, 1903
  - Bagaudella Miller, 1952
  - Bagaudina Wygodzinsky, 1966
  - Bettyella Wygodzinsky, 1966
  - Gnomocoris McAtee & Malloch, 1926
  - Gomesius Distant, 1903
  - Guithera Distant, 1906
  - Laurenticoris Villiers, 1975
  - Leistarches Dohrn, 1860
  - Lethierrya Puton, 1876
  - Lhostella Villiers, 1948
  - Lutevula Breddin, 1909
  - Mafulemesa Wygodzinsky, 1966
  - Millotina Villiers, 1953
  - Monicacoris Putshkov, 1985
  - Nesita Bergroth, 1906
  - Orianocoris Villiers, 1964
  - Orthunga Dohrn, 1859
  - Paraluteva Villiers, 1961
  - Paranesita Wygodzinsky, 1966
  - Phryxobotrys McAtee & Malloch, 1926
  - Ploiaria Scopoli, 1786
  - Proguithera Wygodzinsky, 1966
  - Pseudobagauda Wygodzinsky, 1966
  - Pseudoghiliana Maldonado, 1992
  - Tinna Dohrn, 1859
  - Tinnatunga Wygodzinsky, 1966
  - Tinnunga Wygodzinsky, 1966
  - Voloina Villiers, 1971
- Tribus: Metapterini Stål, 1874
  - Anandromesa Wygodzinsky, 1966
  - Barce Stål, 1866
  - Bargylia Stål, 1866
  - Berlandiana Villiers, 1949
  - Bobba Bergroth, 1914
  - Emesaya McAtee & Malloch, 1925
  - Emesella Dohrn, 1860
  - Emesites Popov & Weitschat, 2005
  - Ghilianella Spinola, 1835
  - Ghinallelia Wygodzinsky, 1966
  - Hornylia Wygodzinsky, 1966
  - Ischnobaena Stål, 1871
  - Ischnobaenella Wygodzinsky, 1966
  - Ischnonyctes Stål, 1874
  - Jamesa Villiers, 1948
  - Jamesella Dispons, 1969
  - Leaylia Wygodzinsky, 1966
  - Leptinoschidium Wygodzinsky, 1966
  - Liaghinella Wygodzinsky, 1966
  - Metapterus A. Costa, 1862
  - Nandariva Wygodzinsky, 1966
  - Onychomesa Wygodzinsky, 1966
  - Pelmatomesa Wygodzinsky, 1966
  - Pseudobargylia Wygodzinsky, 1951
  - Pseudometapterus Wygodzinsky, 1966
  - Pseudonychomesa Popov, 1991
  - Schidium Bergroth, 1916
  - Taitaia Wygodzinsky, 1966
  - Tubuataita Wygodzinsky, 1966
- Tribus: Ploiariolini Van Duzee, 1916
  - Ademula McAtee & Malloch, 1926
  - Alumeda Popov, 1989
  - Bironiola Horváth, 1914
  - Calphurniella Wygodzinsky, 1966
  - Calphurnioides Distant, 1913
  - Ctydinna China, 1930
  - Danzigia Popov, 2003
  - Diabolicoris Wall & Cassis, 2003
  - Disponsopsis Villiers, 1979
  - Emesopsis Uhler, 1894
  - Empicoris Wolff, 1811
  - Empiploiariola Popov, 1993
  - Hybomatocoris Wygodzinsky, 1966
  - Malacopus Stål, 1860
  - Mesosepis Wygodzinsky, 1966
  - Nesidiolestes Kirkaldy, 1902
  - Paleoploiariola Maldonado Capriles et al., 1993
  - Panamia Kirkaldy, 1907
  - Saicella Usinger, 1958
  - Sepimesos Wygodzinsky, 1966
  - Tridemula Horváth, 1914